# جعفر سعيد باصالح
جعفر سعيد سالم باصالح سياسي يمني ولد في عام 1947 من محافظة حضرموت 

## المؤهلات العلمية
1. بكالوريوس حقوق جامعة القاهرة 1972.
2. شهادة زمالة الامم المتحدة في القانون عام 1976.
3. دراسات تحضيرية للماجستير/ قانون دولي – نيوجيرسي 1983.

## المناصب التي تقلدها
- عضو اللجنة العليا للانتخابات والاستفتاء – رئيس قطاع العلاقات الخارجية 2008.
- نائب رئيس مجلس النواب للعلاقات البرلمانية والعلاقات الخارجية 2003.
- عضو مجلس النواب دورتين انتخابيتين 1997-2003.
- نائب مدير مكتب رئاسة الجمهورية 1990.
- سفير بوزارة الخارجية 1987.
- عضو في البرلمان-مجلس الشعب الأعلى 1986.
- سكرتير أول في البعثة الدائمة لدى الأمم المتحدة –نيويورك 1983.
- عضو مجلس الشورى 2011.
- عضو لجنة صياغة الدستور 2014.

حاصل على عدد من الأوسمة (وسام الوحدة – وسام الاستقلال).